# Gymnocharacinus bergii
Gymnocharacinus bergii là một loài cá nhỏ trong họ Characidae. Nó là thành viên ở cực nam của họ (cùng với một số loài Cheirodon từ Chile) và là thành viên duy nhất của chi Gymnocharacinus. Nó là loài đặc hữu của một con suối gần Valcheta ở phía bắc Patagonia, Argentina. Con trưởng thành không có vảy. Nó đang bị đe dọa vì mất môi trường sống.